# Sally Carr
Sally Carr (Muirhead, 28 de março de 1945) é uma cantora escocesa, que fez sucesso na década de 1970 como vocalista da banda Middle of the Road.
Por seu estilo e aparência, é considerada uma predecessora de Agnetha, do conjunto ABBA.

## Biografia
Sarah Cecilia Carr é filha de um mineiro e sua mãe, Cecilia, ficou inválida numa cama até quando morreu, aos sessenta e dois anos de idade; teve quatro irmãos e, quando nova, reunia-se com a família para cantar em torno de um piano; ela nunca teve aulas de canto e quando teve sucesso realizou o sonho de comprar uma casa para seus pais.
Nos anos sessenta ela cantava em pubs e clubes à noite, enquanto durante o dia trabalhava como cabeleireira; também foi garçonete em bares. Em 1967 ela, Ken Andrew e os irmãos Ian e Eric McCredie lançaram o conjunto Middle of the Road e foram para Itália, antes de alcançarem sucesso em 1970. Neste período ela foi convidada para posar na revista Playboy, rejeitando.
O Middle of the Road veio a influenciar o grupo sueco Abba: a canção Chirpy Chirpy Cheep Cheep inspirou as composições do grupo que despontou em 1974 no Festival Eurovisão da Canção com "Waterloo", quando o conjunto escocês de Sally já havia se separado; Agnetha Faltskög já havia, anteriormente, gravado duas versões suecas das músicas do grupo, inspirada em Sally.
Durante um ano namorou o vocalista principal da banda Sweet, Brian Connelly; em 1978 casou-se com o jornalista Chick Young, de quem se separou em 1984 sem nunca se divorciarem. Em 20 de abril de 1980 nasceu o único filho do casal, Keith, que veio a morrer em 2001 num acidente de motocicleta; desde então ela passou por vários momentos de depressão.